# 杨积庆
杨积庆（1889年—1937年），字子余，藏名罗桑丹增南杰道吉（藏語：བློ་བཟང་བསྟན་འཛིན་རྣམ་རྒྱལ་རྡོ་རྗེ།），第十九代卓尼土司。

## 生平
杨积庆出生于清光绪二十八年（1889年），是十八代卓尼土司杨作霖的侄孙，于1902年破例承袭土司，并兼卓尼禅定寺护国禅师。1906年参与洮州厅查办江岔、占哇抢劫案，赏顶戴花翎。1914年率兵拆撤野狐桥，堵击白朗农民起义军，杨积庆因抗击白朗有“功”，北洋政府陆军总长段祺瑞授予杨积庆陆海军“五等文虎勋章”。1922年陆洪涛督理甘肃时，由河州镇守使裴建准委派为河州南路巡防马队十三营统领；1928年刘郁芬主政甘肃时，委派为洮岷路游击司令；1930年甘肃省主席马鸿宾委派其为洮岷路保卫司令；1932年甘肃省宣慰使孙蔚如委派其为洮岷路保安司令。